# Plátano y Cacao 3.ª Sección
Plátano y Cacao 3.ª Sección es una localidad del municipio de Centro ubicado en la subregión centro del estado mexicano de Tabasco.

## Geografía
La localidad de Plátano y Cacao 3.ª Sección se sitúa en las coordenadas geográficas 17°57′59″N 93°08′50″O / 17.966389, -93.147222, a una elevación de 10 metro sobre el nivel del mar.

## Demografía
Según el Conteo de Población y Vivienda 2020, efectuado por el Instituto Nacional de Estadística y Geografía, la localidad de Plátano y Cacao 3.ª Sección tiene 1,615 habitantes, de los cuales 800 son del sexo masculino y 815 del sexo femenino. Su tasa de fecundidad es de 2.2 hijos por mujer y tiene 472 viviendas particulares habitadas.
| Gráfica de evolución demográfica de Plátano y Cacao 3.ª Sección entre 1970 y 2020 |
|                                                                                   |
| INEGI.                                                                            |